# Colla aerila
Colla aerila är en fjärilsart som beskrevs av William Schaus 1929. Colla aerila ingår i släktet Colla och familjen silkesspinnare. Inga underarter finns listade i Catalogue of Life.